# Саліньї (комуна)
Саліньї (рум. Saligny) — комуна у повіті Констанца в Румунії. До складу комуни входять такі села (дані про населення за 2002 рік):
- Саліньї (800 осіб) — адміністративний центр комуни
- Феклія (977 осіб)
- Штефан-чел-Маре (573 особи)

Комуна розташована на відстані 159 км на схід від Бухареста, 45 км на захід від Констанци, 127 км на південь від Галаца.

## Населення
У 2009 року у комуні проживали 2448 осіб.